# Ivan VI của Nga

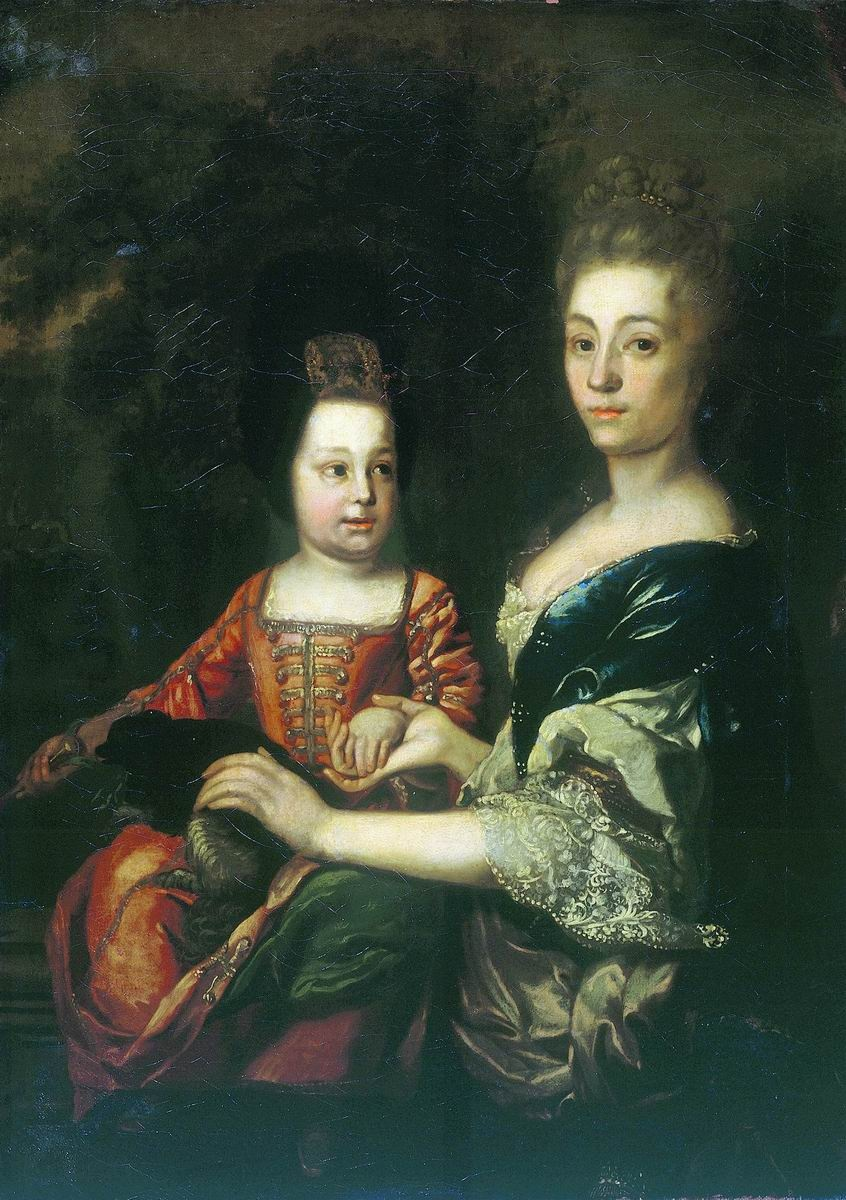
Ivan VI của Nga với Julia von Mengden

Ivan VI Antonovich của Nga (Ioann Antonovich; tiếng Nga: Иоанн VI; Иоанн Антонович; 23 tháng 8 [lịch cũ 12 tháng 8] năm 1740 – 16 tháng 7 [lịch cũ 5 tháng 7] năm 1764) là hoàng đế danh nghĩa của Nga năm 1740-41. Ông lên ngôi khi chỉ mới hai tháng tuổi và mẹ ông là người nhiếp chính. Hơn một năm sau, Elizaveta đảo chính cướp ngôi vua của Ivan và bắt ông giam vào ngục. Sau hơn hai mươi năm làm tù binh, Ivan đã bị giết bởi các vệ sĩ của ông khi một số sĩ quan quân đội (người thân tín của mẹ Ivan) cố gắng giải thoát ông. Những người em của ông và cả những đứa cháu của ông được sinh ra trong tù đã được vua Nga cho thả ra, được người em của mẹ (Anna Leopoldovna) là hoàng hậu Đan Mạch nuôi dưỡng, song không có ai sống được lâu sau khi bị giam giữ trong thời gian dài.

## Vua của nước Nga
Ivan Antonovich sinh ngày 23 tháng 8 năm 1740 [12 tháng 8 theo lịch cũ], là con trai cả của Đại công tước Anthony Ulrich của Brunswick có với vợ là Công nương Anna Leopoldovna. Leopoldovna đã sống ở Nga từ năm 1733 và lấy chồng năm 1739, bà là cháu gái của Nữ hoàng Anna và gọi Nữ hoàng bằng dì ruột (lý do là mẹ bà, Công nương Ekaterina là chị gái của Nữ hoàng Anna). Thời gian chung sống cùng chồng ở nước Nga giúp bà tìm hiểu về nền chính trị Nga và tạo niềm hy vọng rằng bà, hoặc con cháu bà sẽ kế thừa ngôi vua Nga sau khi Nữ hoàng tạ thế.
Tháng 10/1740, cảm thấy sức khỏe không được tốt và muộn phiền vì không có con nối dõi, Nữ hoàng Anna biết tin cháu mình là Công nương Anna Leopoldovna vừa hạ sinh một hoàng nam. Bà liền đến thăm cháu gái và thấy tận mắt đứa bé trai còn nằm trên giường ngủ. Vui mừng khôn xiết, Nữ hoàng quyết định phong đứa bé làm Thái tử và là người kế thừa ngôi vị của ba trong tương lai. Đồng thời, bà cũng đề nghị viên quý tộc Đức Ernst Johann von Biron, công tước xứ Courland làm Nhiếp chính cho tân vương.
Anna băng hà ngày 28 tháng 10 năm 1740 [17 tháng 10 theo lịch cũ], Thái tử liền được tấn phong làm Sa hoàng Nga, hiệu là Ivan VI. Biron làm Nhiếp chính Nga, thấy nhà vua quản lý mọi việc. Tuy nhiên, cách cai trị của viên Nhiếp chính này và cả việc Biron thao túng quyền lực ở Nga khi cựu Nữ hoàng Anna còn sống, đã làm giới quý tộc bất mãn cực độ. Ba tuần sau khi Ivan VI vừa lên ngôi, các quý tộc đó Osterman cầm đầu đã truất quyền nhiếp chính của Biron và bắt ông ta đi đày. Thái hậu Anna Leopoldovna lên làm Nhiếp chính. Là một người ăn chơi xa xỉ, Thái hậu Anna Leopoldovna giao hết quyền quản lý nước Nga cho Andrei Osterman, Thủ tướng kiêm Ngoại trưởng Nga.
Thực vậy, Ivan VI không có quyền hành gì và mọi quyền quản lý, cai trị nước Nga rơi vào tay một quý tộc Đức là Andrei Osterman, Thủ tướng kiêm Ngoại trưởng Nga. Sự thao túng quyền lực của người Đức ở Nga khiến một viên đại sứ Pháp tại Nga là La Chétardie (1739-1743) trong báo cáo gửi về chính phủ Pháp đã nói rằng, "không phải là quá nhiều để nói rằng ông là Sa hoàng của toàn nước Nga". Báo cáo của viên đại sứ gửi về Pháp đã khiến Osterman "đánh hơi" thấy, ông quyết định sẽ tăng cường lực lượng bảo vệ nước Nga trước âm mưu xâm lược của nước ngoài (ám chỉ Pháp). Tuy nhiên, tin từ sứ quán Pháp báo về Pháp đã khiến vua Pháp Louis XV rất tức giận, quyết tâm loại bỏ Osterman bằng mọi giá. Trước tình hình này, Osterman lập quan hệ với Nữ hoàng Maria Theresia của Áo, nhằm mục đích củng cố vương quyền của Nga trên lãnh thổ mình, Nga giúp Áo tăng cường ảnh hưởng sang các nước xung quanh, nhất là Hungaria. Để củng cố chắc chắn mối quan hệ này, Osterman đề nghị Nữ hoàng Áo lập liên minh để cùng chống Thụy Điển, đối thủ lâu đời của Nga. Quốc vương Thụy Điển Frederik I (1720-1751) nghe tin này đã tức giận, xin viện trợ của Pháp để tiến hành chiến tranh với liên minh Nga - Áo. Vua Thụy Điển tuyên chiến với Nga và Áo vào tháng 8/1741, hai bên đánh nhau kịch liệt. Quân đội Nga được tổ chức tốt đã đánh tan nhiều cuộc tấn công của Thụy Điển, buộc nhà vua Thụy Điển phải đầu hàng sau trận vây hãm pháo đài Willmanstrand vào đầu tháng 9/1741.
Tin chiến thắng của Nga trước Thụy Điển lập tức lan truyền về nước, khiến vị nhiếp chính Nga phấn khởi. Bà đề nghị phải thưởng cho mỗi người lính Nga một bộ trang phục mới trong khi bộ quân phục cũ của họ bị sờn rách. Theo Dictionary of Russian History, bà đã ra lệnh cho một cuộc điều tra về ngành may mặc khi những người lính Nga nhận thấy rằng, đồng phục họ đang mặc ngày càng tệ hại. Khi điều tra tiết lộ tình trạng tham nhũng và y tế rất tồi tệ, bà đã ban hành các nghị định về mức lương tối thiểu và giờ làm việc tối đa trong ngành đó cũng như việc thành lập các cơ sở y tế tại tất cả các nhà máy may mặc. Tuy nhiên, ngựa quen đường cũ, nhiếp chính lại có mối quan hệ với nhiều nhân tình như nữ quý tộc Julia von Mengden, nhà ngoại giao Đức Moritz Karl Graf zu Lynar. Người chồng biết được thói trăng hoa của vợ, nhưng bất lực không làm được gì và phải cắm cúi làm việc để lãng quên. Con trai bà là Sa hoàng cũng phải bó tay và ông bị mẹ bắt phải ngủ ở phòng khác của lâu đài, nhường chỗ nghỉ cho nhân tình. Vị Sa hoàng nhỏ tuổi nhiều lần phàn nàn về hành động của mẹ mình, nhưng luôn bị bà mắng mỏ và đuổi đi. Trong phòng, nữ nhiếp chính nhiều lần đòi quan hệ với Lynar va Mengden. Mối quan hệ của bà với Mengden gây nhiều bất mãn ở Nga, thông qua nhà sử học người Pháp Henri Troyat đã viết rằng bà thuộc về "chủ nghĩa chiết trung tính dục". Hơn nữa, nhiều người trong giới tinh hoa Nga tin rằng ở tuổi hai mươi hai, nhiếp chính Anna còn quá trẻ và chưa đủ chính chắn để trở thành Nhiếp chính của Nga và mối quan hệ của cô với Lynar và Mengden đã làm nguy hại sự tồn vong của Đế quốc Nga. Troyat mô tả Anna là một "người mơ mộng ngày nay", chỉ dậy vào buổi chiều khi bà đọc những cuốn tiểu thuyết trên giường và thích đi dạo quanh lâu đài trong tình trạng khỏa thân và mái tóc của cô đã hồi phục vào buổi chiều. Việc Anna chọn quý tộc Đức Osterman để giải quyết vấn đề Baltic đã gây ra nhiều oán giận đối với tầng lớp quý tộc người Nga, những người luôn phàn nàn về quyền lực của họ đang ở đâu trong chính quyền Nga khi quý tộc Đức ung dung nắm giữ chức vụ cao trong triều đình Nga.
Chán cảnh lộng quyền của người nước ngoài ở Nga, giới quý tộc Nga âm mưu tiến hành lật đổ Ivan VI và nhiếp chính. Đầu tháng 12/1741, công nương Elizaveta, con gái của Pyotr I của Nga kích động các lính canh nổi dậy. Cùng chung quan điểm với Elizaveta, cộng thêm việc căm phẫn chính sách thân Anh và ủng hộ Áo của Anna, Đại sứ Pháp La Chétardie tại Nga đã bí mật liên lạc với đại sứ Pháp tại Thụy Điển de L'Estocq chuẩn bị lực lượng, hối lộ cho các sĩ quan vệ binh Hoàng gia để ủng hộ cuộc đảo chính. Vào đêm 25 tháng 11 năm 1741, Elizaveta được sự trợ giúp của Trung đoàn Preobrazhensky đã dẫn đầu trung đoàn này tiến vào Cung điện mùa Đông. Đi một đoạn dài, bà dừng lại và kêu gọi binh lính: Bạn muốn phục vụ ai: tôi, chủ nhân hiện tại của bạn, hoặc những người đã đánh cắp di sản của tôi?" Trung đoàn diễu hành đến cung điện Mùa đông và bắt giữ Ivan VI, cha mẹ của ông và cả viên quý tộc von Munnich. Đó là một cuộc đảo chính táo bạo và, thật đáng kinh ngạc, đã thành công và không có đổ máu. 

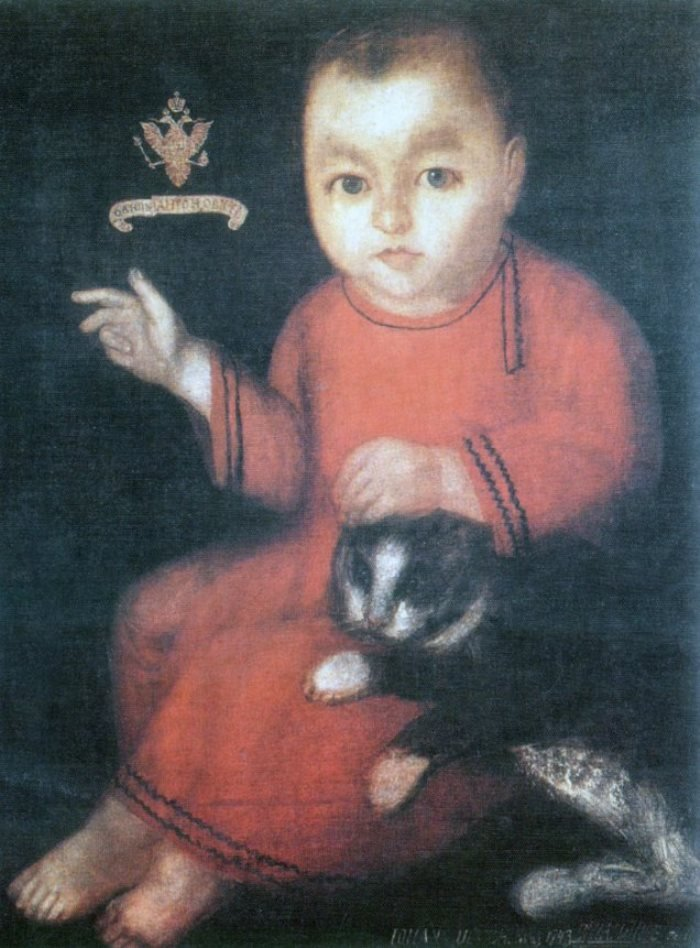
Ivan VI với con mèo

## Bị truất ngôi và giam cầm
Ivan và gia đình của ông bị giam giữ trong pháo đài Dünamünde. Vào tháng 6 năm 1744, sau vụ Lopukhina, Nữ hoàng Elizaveta của Nga chuyển Ivan tới Kholmogory trên Biển Trắng. Ông bị cô lập với gia đình và không được ra ngoài. Khi tin tức về sự giam giữ của ông ở Kholmogory lan truyền rộng rãi hơn, Nữ hoàng Nga bí mật chuyển Ivan sang pháo đài Shlisselburg (1756) và canh gác ông chặt chẽ, các tài liệu và ấn phẩm mang danh hiệu của Ivan đều bị tiêu hủy.
Khi Pyotr III của Nga lên ngôi, tình hình của cựu vương Ivan được cải thiện. Sa hoàng mới đã đến thăm và thông cảm với hoàn cảnh của ông, nhưng ít lâu sau thì Sa hoàng Nga bị vợ là Ekaterina truất phế và cướp ngôi, tình hình của Ivan ngày càng xấu hơn.

## Cái chết

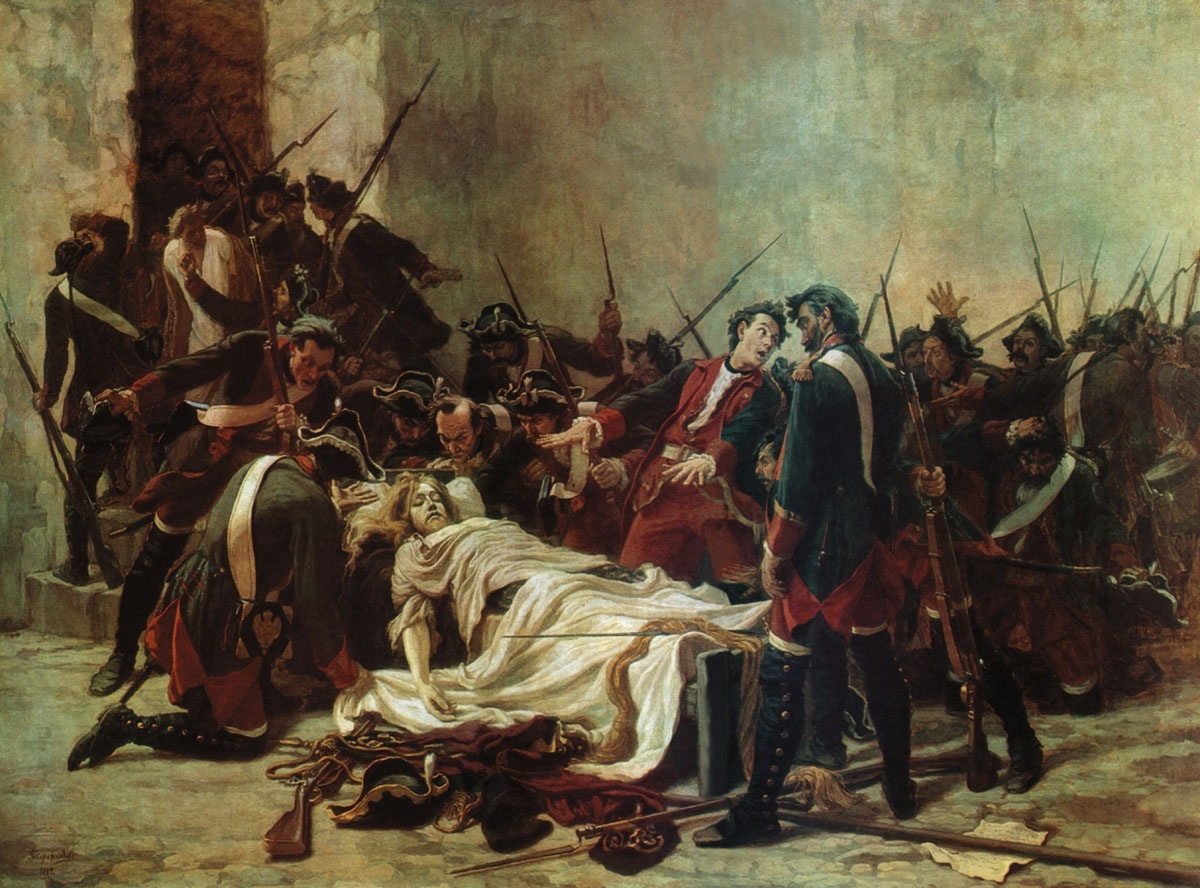
Mirovich đứng bên thi thể Ivan VI (1884)

Khi Ekaterina II của Nga vừa lên ngôi, bà ta tìm cách quản lý chặt chẽ nơi biệt giam của cựu vương Ivan. Nếu có nỗ lực nào từ phía bên ngoài để thả anh ta thì tù nhân sẽ bị xử tử. Không có lệnh ân xá của Nữ hoàng, Ivan vẫn nhận thức được vị trí của mình trong quá khứ và luôn đọc kinh cầu nguyện cho tâm hồn thanh thản. Kể từ khi có mặt tại pháo đài Shlisselburg, Ivan không thể che giấu mãi mãi sự khám phá cuối cùng của nó là nguyên nhân của sự ra đi của mình.
Một trung đội Nga do Vasily Mirovich chỉ huy, đã lập kế hoạch giải phóng Ivan và tuyên bố ông là Hoàng đế. Vào nửa đêm ngày 5 tháng 7 năm 1764 (lúc 2 giờ sáng), Trung đội đã xông thẳng vào nơi giam giữ của Ivan, nổ súng bắt giữ một số người lính và chỉ huy Berednikov, và yêu cầu thả Ivan. Những người lính và cai tù nghe thấy tiếng súng đã vội bắt giữ Ivan. Theo lệnh mật của chỉ huy, sĩ quan Chekin nổ súng bắn chết Ivan và vùi xác ông vào một góc pháo đài. Khi Vasily Mirovich xông thẳng vào nơi giam Ivan thì thấy cựu vương bị giết chết, Mirovich buông súng đầu hàng và bị hành hình ngay sau đó.
Những người anh em của Ivan hiện bị giam trong tù, đã được thả ra và được hoàng hậu Đan Mạch, Juliana Maria của Brunswick-Wolfenbüttel nuôi dưỡng. Họ định cư tại Horsens ở Jutland dưới sự giám hộ của Juliana và chi phí của Ekaterina II của Nga, sống dưới sự giám sát của 40-50 người Đan Mạch.